# 趙迺傳

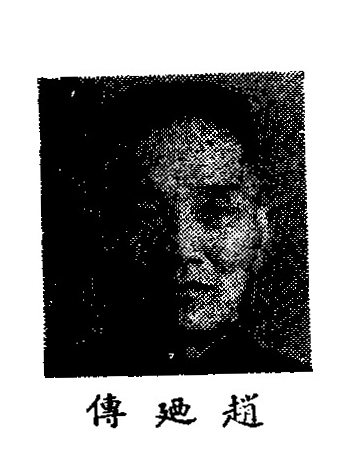
趙迺傳

趙迺傳（ Nai-Chuan Chao, 1890年—1958年）:245，字述庭，浙江杭州人，中华民国教育家。

## 生平

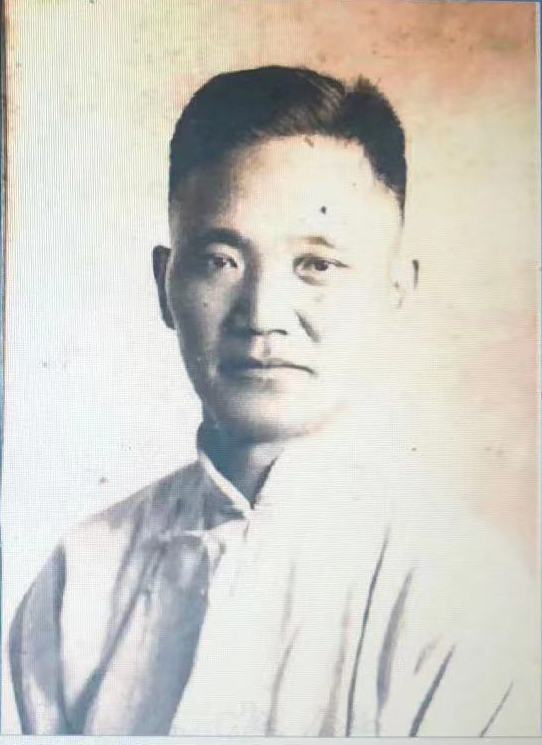
趙迺傳

趙迺傳是清末秀才，後毕业于浙江高等学堂，1919年任國立北京師範大學附屬中學校校长。1920年官费赴美国哥倫比亞大學師範學院留学，受業於敎育家杜威敎授門下，1921年获哲学学士，1922年獲教育学硕士、1923年获美國師範敎育師資證書。1923年归国，执教于國立北京師範大學、北京女子师范大学。1926年任管理庚款的中華文化教育基金會執行秘書。1927起，在中華民國大學院及之後的国民政府教育部任普通教育科科長、教育方案编制委员会中等教育组主任、參事、主任秘书等职。1930年，經胡漢民邀请，出任国民政府立法院第二届立法委员。趙迺傳在首都南京、陪都重慶，先后兼任國立中央大學及中央政治学校、金陵大學講席，歴時二十餘年，是著名中學敎育專家。
1944年，受聘主持臺灣光复后的教育接收工作，1945年8月30日，國民政府公佈《台湾省行政長官公署组织條例》，同日令派趙迺傳爲臺灣省行政長官公署教育處處長，同年10月25日参加中国战区台湾省受降典礼。同年担任台北大学（国立台湾大学）校务委员会委员。趙迺傳在台期间廣招賢才，积极推廣普通話，並引入五四以來的文學思想啓蒙。1946年1月，教育接收工作告一段落，趙迺傳離開教育處處長之職，歸還建制回立法委員原職。
1946年为中华民国制宪国民大会代表 。1947年在联合国教科文组织中国委员会第一届代表大会上代表中华民国立法院致辞。
曾与蔡元培，蒋梦麟，马寅初等共同任杭州大学校董，与竺可桢、丰子恺等共同担任杭州斐章女中校董。曾与陶行知、查良钊等人共同担任《新教育评论》常任编辑。负责审定中小学《公民>>课本。1937 年与顾树森， 雷震等创立中国师范教育学会。先后兼任國立中央大學、中央政治学校、浙江大学、金陵大學讲席，历时二十余年。1949年后，历任上海诚明文学院、大夏大学、华东师范大学教授。

## 教育思想[9]
【引用自华师大人物春秋】趙迺傳“《科学的态度与新教育》针对我国实施新教育三十年来的效果进行反思，认为新教育和旧教育的差异及优势就在于其科学的态度”。
”《公民教育与社会组织》中主要讨论公民教育和社会组织间的关系。文中提出一个公民可能同时属于多个组织，而为了寻求组织之间的协调，就需要公民教育来帮助形成共同观念。公民教育就是教人怎样参加大团体的合作，尤其是政治团体的合作。采用梅吕姆（Merriam）2对公民教育的定义，认为公民教育就是帮助同时属于多个组织的个人，将这些组织之间冲突的心理调融，公民教育的主要目的就是促进公民团结、将相互冲突的团体在一个国家内联络起来。在文章中分析了地域、种族、宗教和经济团体四类社会组织的特征，并且对比分析这四类社会组织是如何在英、德、法、意、苏俄、瑞士、奥匈、美、中国，这九个国家中相互协调的。根据这些国家公民教育的概况，说明公民教育对于促进各社会组织利益均衡和统一的意义，并且为我国公民教育的发展提供借鉴。“

## 著作[9]
《初级中学与小学及高中之关系》，《教育与人生》1924年第47期，第1-2页
《教育心理：习练之移转》，《心理》1924年（第3卷）第1期，第1-7页
《科学的态度与新教育》，《新教育评论》1925年（第1卷）第1期，第6-12页
《教育时评：一、国宪草案中的教育专章》，《新教育评论》1925年（第1卷）第3期，第2-4页
《教育时评：儿童研究会》，《新教育评论》1925年（第1卷）第4期，第4-6页
《中学生的思想训练》，《新教育评论》1926年（第1卷）第7期，第6-9页
《教育时评：一、变例与恶例》，《新教育评论》1926年（第1卷）第10期，第2-3页
《教育时评：教育部取缔私利与外资学校》，《新教育评论》1926年（第1卷）第12期，第2-4页
《养成互助精神》，《新教育评论》1926年（第1卷）第20期，第6-8页
《我对于北京平民中学的希望》，《新教育评论》1926年（第1卷）第25期，第16-20页
《教育时评：江苏省的义务教育和师资》，《新教育评论》1926年（第2卷）第3期，第2-3页
《教科书问题》，《新教育评论》1926年（第2卷）第13期，第3-6页
《教育时评：毕业生就业指导委员会》，
《新教育评论》1926年（第2卷）第16期，第2-4页
《中学里的两个切要问题：较少教材与勤加考问（与翁文灏先生讨论如何改良中学教育）》，《新教育评论》1926年（第2 卷）第19期，第4-7页
《科学的态度与新教育》，《河南教育公报》1926年（第4卷）第18期，第8-18页
《公民教育与社会组织》，《国立中央大学教育丛刊》1935年（第2卷）第2期，第1-20页
《学校课程之目标与内容》，《江苏教育(苏州1932)》1936 年（第5卷）第4期，第49-51页
译校
杜威《什么是思想》（How we think），《北京高师教育丛刊》1920年第3期，第72-77页

## 家庭
胞弟趙迺摶， 经济学家，经济思想史专家， 教育家，美国哥伦比亚大学哲学博士， 北京大学经济系执教55年， 任系主任18年